# Hieracium aemilianense
Hieracium aemilianense es una especie de planta con flor del género Hieracium, de la familia Asteraceae, orden Asterales.

## Distribución
Hieracium aemilianense se distribuye por España.

## Taxonomía
Fue descrita científicamente por Mateo & Egido. Fue publicada en Flora Montiber. 67: 60 (2017).